# Peg-Pag
Supermercados Peg-Pag S.A., mais conhecida apenas como Peg-Pag, foi uma rede de supermercados de São Paulo, o primeiro da cidade, inaugurado em 1954. Foi um dos nomes mais conhecidos do ramo até 1978, quando foi incorporado pelo Grupo Pão de Açúcar (GPA). Apesar de existirem outros supermercados com esse nome, estes não tem relação com o original. Segundo o varejoemdia, a rede "inovou o supermercado no Brasil".

## História
O supermercado foi inaugurado em 23 de dezembro de 1954, na região central da Vila Pauliceia, na cidade de São Paulo, por Raul Borges e Fernando Pacheco de Castro. Quatro anos depois, o Peg-Pag já somava oito lojas na capital — duas delas, inauguradas em outubro de 1958, foram instaladas em endereços já ocupados pela Sears. Em entrevista à Folha da Manhã, em agosto de 1955, Borges anunciou o plano de inaugurar uma loja Peg-Pag a cada seis meses – meta cumprida à risca até o segundo semestre de 1958. Na época, o sistema de ar-condicionado era um destaque nas propagandas, já que era uma raridade à época.
Depois da rápida expansão, o Peg-Pag deu uma pausa, optando por consolidar a sua liderança no mercado paulistano. Apenas uma loja, a nona, foi aberta entre o fim da década de 1950 e o início da seguinte, enquanto se preparava para tornar-se a primeira cadeia de supermercados a atuar tanto em São Paulo como no Rio de Janeiro. Isto virou realidade em março de 1963, com a abertura de uma unidade no bairro Ipanema. Nos 13 meses seguintes, abriu mais lojas, nos bairros Leblon, Copacabana e Grajaú. Em agosto de 1965, a rede instalou uma loja-âncora no Shopping do Méier, o primeiro autointitulado estabelecimento do gênero no país.
O Grupo Pão de Açúcar passou a ser um "concorrente de peso" a partir de meados da década de 1960, proprietário de 11 lojas. Assim, o Peg-Pag passou a reforçar sua estrutura em São Paulo, abrindo onze lojas entre 1967 e 1970. Nesse período, foram instalados circuitos internos de televisão nas lojas para a promoção de mercadorias, inédito no país. Além disso, a rede abriu o capital, sendo a primeira realizada por uma empresa do setor no Brasil. A partir de 1970, as ações Peg-Pag OP passaram a ser negociadas nas bolsas de valores do Rio de Janeiro e de São Paulo.
Em fevereiro de 1971, passou a ser feita uma publicidade com a dupla Peggy e Pag, um jovem casal que, segundo os anúncios, "realizara uma longa pesquisa de supermercados, comparando preços, conferindo higiene, atendimento, variedade e qualidade dos produtos, para escolher a bandeira da sua preferência", e então escolheram a rede Peg-Pag. O principal objetivo dessa dupla foi promover a inauguração de um dos primeiros hipermercados do país, instalado em São José dos Campos. O local era anunciado como "o primeiro Super Supermercado do Brasil". Mais tarde, foram abertas unidades em Tucuruvi e em Pinheiros.
Em outubro, para comemorar o aniversário de 17 anos da rede, um grande desconto foi aplicado nos produtos. Após isso, o Peg-Pag passou a sofrer problemas. Após meses de negociações, a Souza Cruz assumiu o controle acionário do Peg-Pag e se tornou titular de suas 36 lojas, em janeiro de 1973. Nesse ano, ela era a quarta colocada no ranking do setor, com 10,22% das vendas totais dos dez maiores do ramo, mas caiu para o nono lugar, em 1978, com sua participação reduzindo para 5,73%. A rentabilidade sobre o patrimônio líquido entre 1973 e 1977 atingiu a média de 12,06% negativos. Na última temporada daquele período, o prejuízo foi de 27 milhões de cruzeiros, equivalente a 1,7 milhão de dólares.
Em julho de 1978, o Peg-Pag foi vendido para o Pão de Açúcar. A compra foi estimada em 250 milhões de cruzeiros. Após isso, os balanços voltaram ao azul; entre 1978 e 1980, houve uma rentabilidade média sobre o patrimônio líquido de 12,87%. No início da década de 1980, o seu capital foi fechado e, mais tarde, as lojas originais ganharam a bandeira Pão de Açúcar.

## Na cultura popular
A rede de supermercados é citada pelo cantor e roqueiro Raul Seixas por duas vezes em sua carreira.
Raul cita pela primeira vez a rede na música Gîtâ, do álbum Gita lançado no ano de 1974. Na música, a rede é citada no verso "Eu sou a dona de casa. Nos pegue-pagues do mundo".

A segunda citação ocorre na canção "É fim do Mês", presente no álbum Novo Aeon de 1975 no verso "eu já paguei o peg-pag, meu pecado".